# Liste der Shōgune
Dieser Artikel umfasst eine Auflistung aller Shōgune von Japan.
Shōgun (dt. auch Schogun) war bis 1867 ein hoher japanischer Militärtitel für Anführer aus dem Kriegeradel der Samurai, die über lange Zeit faktisch die Macht in Japan übernommen hatten.

## Shōgune derNara-Zeitund derHeian-Zeit(709–1184)
| Name                      | Lebensdaten   | Amtszeit |
| ------------------------- | ------------- | -------- |
| 1. Kose no Maro           | ?–717         | 709–717  |
| 2. Tajinohi no Agatamori  |               | 720–721  |
| 3. Ōtomo no Yakamochi     | circa 718–785 | 784–785  |
| 4. Ki no Kosami           |               | 788–789  |
| 5. Ōtomo no Otomaro       | 731–809       | 793–794  |
| 6. Sakanoue no Tamuramaro | 758–811       | 797–808  |
| 7. Funya no Watamaro      | 765–823       | 811–816  |
| 8. Fujiwara no Tadabumi   | 873–947       | 940      |

## Kamakura-Shōgunat (1192–1333)
Nach dem Gempei-Krieg (1180–1185) hatten die Samurai der Region Kamakura faktisch die Macht in Japan übernommen. Der Shikken (執権) war dabei der Regent für den Shōgun und damit wiederum de facto Herrscher des Shōgunates. Der Posten war ein Monopol des Hōjō-Clans.
| Name                    | Lebensdaten | Regierungszeit |
| ----------------------- | ----------- | -------------- |
| 1. Minamoto no Yoritomo | 1147–1199   | 1192–1199      |
| 2. Minamoto no Yoriie   | 1182–1204   | 1202–1203      |
| 3. Minamoto no Sanetomo | 1192–1219   | 1203–1219      |
| 4. Kujō Yoritsune       | 1218–1256   | 1226–1244      |
| 5. Kujō Yoritsugu       | 1239–1256   | 1244–1252      |
| 6. Prinz Munetaka       | 1242–1274   | 1252–1266      |
| 7. Prinz Koreyasu       | 1264–1326   | 1266–1289      |
| 8. Prinz Hisaaki        | 1276–1328   | 1289–1308      |
| 9. Prinz Morikuni       | 1301–1333   | 1308–1333      |

## Kemmu-Restauration (1333–1336)
Der Tennō Go-Daigo (1288–1339) versuchte, das Shōgunat 1333 zu stürzen und mit einer Restauration der kaiserlichen Macht (der Kemmu-Restauration) zu beginnen.

## Muromachi- oder Ashikaga-Shōgunat (1338–1573)
| Name                   | Lebensdaten | Regierungszeit       |
| ---------------------- | ----------- | -------------------- |
| 1. Ashikaga Takauji    | 1305–1358   | 1338–1358            |
| 2. Ashikaga Yoshiakira | 1330–1367   | 1359–1367            |
| 3. Ashikaga Yoshimitsu | 1358–1408   | 1368–1394            |
| 4. Ashikaga Yoshimochi | 1386–1428   | 1395–1423            |
| 5. Ashikaga Yoshikazu  | 1407–1425   | 1423–1425            |
| 6. Ashikaga Yoshinori  | 1394–1441   | 1429–1441            |
| 7. Ashikaga Yoshikatsu | 1434–1443   | 1442–1443            |
| 8. Ashikaga Yoshimasa  | 1436–1490   | 1449–1473            |
| 9. Ashikaga Yoshihisa  | 1465–1489   | 1474–1489            |
| 10. Ashikaga Yoshitane | 1465–1522   | 1490–1493, 1508–1521 |
| 11. Ashikaga Yoshizumi | 1478–1511   | 1494–1508            |
| 12. Ashikaga Yoshiharu | 1511–1550   | 1521–1546            |
| 13. Ashikaga Yoshiteru | 1536–1565   | 1546–1565            |
| 14. Ashikaga Yoshihide | 1538–1568   | 1568                 |
| 15. Ashikaga Yoshiaki  | 1537–1597   | 1568–1573            |

## Azuchi-Momoyama-Zeit (1573–1603)
Oda Nobunaga stürzte das Ashikaga-Shōgunat 1573. Toyotomi Hideyoshi reformierte das Reich zu Gunsten der Samurai.

## Tokugawa- oder Edo-Shōgunat (1603–1867)
Die Tokugawa begründeten das Edo-Shōgunat (1603–1867). Unter dem dritten Tokugawa-Shōgun wurde das Amt des Tairō geschaffen, der ursprünglich als Vorsitzender des Rates (rōjū) diente. In späterer Zeit entwickelte sich daraus eine Regentenstellung für den Shōgun. Das Amt wurde nach 1648 nur in Krisenzeiten besetzt. Das Tokugawa-Shōgunat wurde mit der Meiji-Restauration  von 1868 gestürzt.
| Name                   | Lebensdaten | Regierungszeit |
| ---------------------- | ----------- | -------------- |
| 1. Tokugawa Ieyasu     | 1543–1616   | 1603–1605      |
| 2. Tokugawa Hidetada   | 1579–1632   | 1605–1623      |
| 3. Tokugawa Iemitsu    | 1604–1651   | 1623–1651      |
| 4. Tokugawa Ietsuna    | 1641–1680   | 1651–1680      |
| 5. Tokugawa Tsunayoshi | 1646–1709   | 1680–1709      |
| 6. Tokugawa Ienobu     | 1662–1712   | 1709–1712      |
| 7. Tokugawa Ietsugu    | 1709–1716   | 1713–1716      |
| 8. Tokugawa Yoshimune  | 1684–1751   | 1716–1745      |
| 9. Tokugawa Ieshige    | 1712–1761   | 1745–1760      |
| 10. Tokugawa Ieharu    | 1737–1786   | 1760–1786      |
| 11. Tokugawa Ienari    | 1773–1841   | 1787–1837      |
| 12. Tokugawa Ieyoshi   | 1793–1853   | 1837–1853      |
| 13. Tokugawa Iesada    | 1824–1858   | 1853–1858      |
| 14. Tokugawa Iemochi   | 1846–1866   | 1858–1866      |
| 15. Tokugawa Yoshinobu | 1837–1913   | 1866–1867      |